# ريتشارد أنان
ريتشارد أنان (بالإنجليزية: Richard Annan)‏ (4 ديسمبر 1968 بليدز في المملكة المتحدة - ) هو لاعب كرة قدم بريطاني في مركز الدفاع. لعب مع ليدز يونايتد ونادي دونكاستر روفرز ونادي كرو ألكساندرا ونادي هايد إف سي ونادي هاليفاكس تاون وFarsley Celtic F.C. ‏ ونادي جيزيلي ‏ ونادي موركامب.

## وصلات خارجية
- ريتشارد أنان على موقع قاعدة بيانات كرة القدم.إي يو (الإنجليزية)